# Liste der Naturdenkmale in Einhausen (Hessen)
Die Liste der Naturdenkmale in Einhausen (Hessen) nennt die im Gebiet der Gemeinde Einhausen im Landkreis Bergstraße in Hessen gelegenen Naturdenkmale.

## Liste
| Bild            | Bezeichnung                             | Ortsteil, Lage                              | Beschreibung                                                                                              | Art         | Nr.      |
| --------------- | --------------------------------------- | ------------------------------------------- | --- | ----------- | -------- |
| Fotos hochladen | Platane (Platanus acerifolia x hybrida) | Groß-Hausen 49° 42′ 17,3″ N, 8° 30′ 42,2″ O | Am Forsthaus Jägersburg. Schutzgrund die besondere Höhe und Kronenform.                                   | Platane     | 431.6-11 |
| BW              | 2 Feldulmen (Ulmus carpinifolia)        | Groß-Hausen 49° 41′ 3,1″ N, 8° 33′ 13,7″ O  | 100 m nördlich der Brücke über die A67. Schutzgrund die besondere Höhe und die auffallenden Brettwurzeln. | Feldulme    | 431.6-15 |
| Fotos hochladen | Winterlinde (Tilia cordata)             | Groß-Hausen 49° 40′ 27,9″ N, 8° 32′ 38,4″ O | Nahe der Weschnitz. Schutzgrund hohes Alter und historischer Wert.                                        | Winterlinde | 431.6-16 |